# 2台のピアノのための協奏曲 (ブルッフ)
2台のピアノと管弦楽のための協奏曲 作品88a は、マックス・ブルッフが1912年に作曲したピアノ協奏曲。全4楽章で珍しい変イ短調で書かれている。
本作はブルッフの二重協奏曲と呼ばれることもあるが、その呼び名はクラリネットとヴィオラのための二重協奏曲 作品88（1911年）にもあてはまる。本作がこの先行作品を下敷きにしたものであるという意見もあるが、両者の間に主題的な関連は薄いか、もしくは全くない。単純にこれらの作品に同じ作品番号が付されているがゆえに、誤った推測により関係性が類推されたものと思われる。

## 楽曲構成
演奏時間は約25分。
第1楽章： Andante sostenuto
第2楽章： Andante con moto - Allegro molto vivace
第3楽章： Adagio ma non troppo
第4楽章： Andante - Allegro

## 歴史
1911年、ブルッフはアメリカのピアニストスートロ姉妹が彼の2台のピアノのための幻想曲 ニ短調 作品11を演奏するのを聴いた。これに大層気をよくした彼は姉妹へ二重協奏曲を作曲することに同意した。
ブルッフは完全新作を書き下ろすのではなく、オルガンと管弦楽のための組曲第3番（管弦楽組曲第3番とも称される）の構想ために書いてあった音楽を仕立て直すことにした。この組曲には彼が療養のために訪れていたカプリ島において1904年の聖金曜日に耳にした旋律が用いられており、これらのメロディーは本作にも登場する。
ブルッフはスートロ姉妹に対して本作の排他的演奏権を与えた。しかし、姉妹はブルッフの許諾を得ずに曲を自分たちの演奏技巧に合うように書き換えた上、その改変版の著作権登録を行って1916年にアメリカ議会図書館へ預けたのであった。姉妹はこの改変版を1916年12月29日にレオポルド・ストコフスキーの指揮でフィラデルフィア管弦楽団と初演している。1917年には曲にさらなる改変を行い、楽章の数を4から3へと減らし、ジョセフ・ストランスキー指揮、ニューヨーク・フィルハーモニックと演奏を行った。ブルッフはベルリンでスートロ姉妹と本作の私的なリハーサルに臨んだが、曲の演奏はアメリカ合衆国内に限るとの制限を付けるに終わった。
スートロ姉妹は2度目の演奏以降本作の演奏をやめてしまい、再び取り上げることはなかった。姉妹はブルッフのオリジナル版を演奏することはなかったことになる。しかし、2人は改変版に手を加えることを続けていき、1961年に妹のオッティリーが最後の変更を行うまでの間に数えきれない改変が施された。オッティリーは1970年に98歳でこの世を去った。彼女が遺した楽譜、草稿、新聞の切り抜きの一部が1971年に競売にかけられることになった。ピアニストのネイサン・トワイニングが未整理の書類の入った箱を11ドルで落札したところ、その中に当時の彼が知らない作品であった本作のスートロ姉妹改変版が含まれていることが判明した。オリジナル版の管弦楽パート譜は同じオークションで別の人々の手に渡っていたが、トワイニングは落札者を割り出して譜面を買い戻すことに成功した。彼はその後マーティン・バーコフスキーと共にブルッフのオリジナル版を再構築し、アンタル・ドラティの指揮、ロンドン交響楽団の伴奏で1973年11月に初録音を果たしたのであった。
ウィリアム・ブリュックナー＝リュッゲベルクによる3台ピアノ、6手用の編曲も存在する。
この作品の存在の裏には数奇な運命が隠されている。『ニューグローヴ世界音楽大事典』第5版には作品88として掲載されていた本作であったが、1980年の同書では一切触れられていなかった。現在は作品88aとして掲載されている。